# 人吉盆地

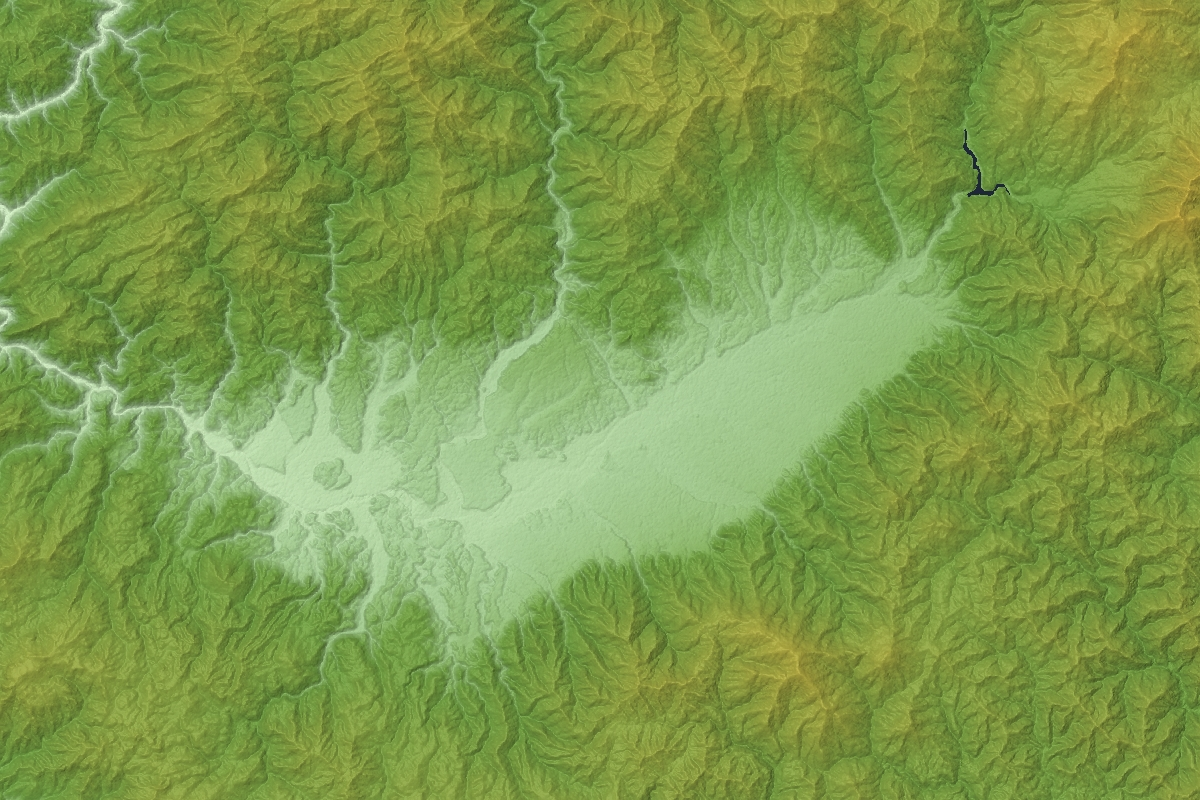
人吉盆地の地形図

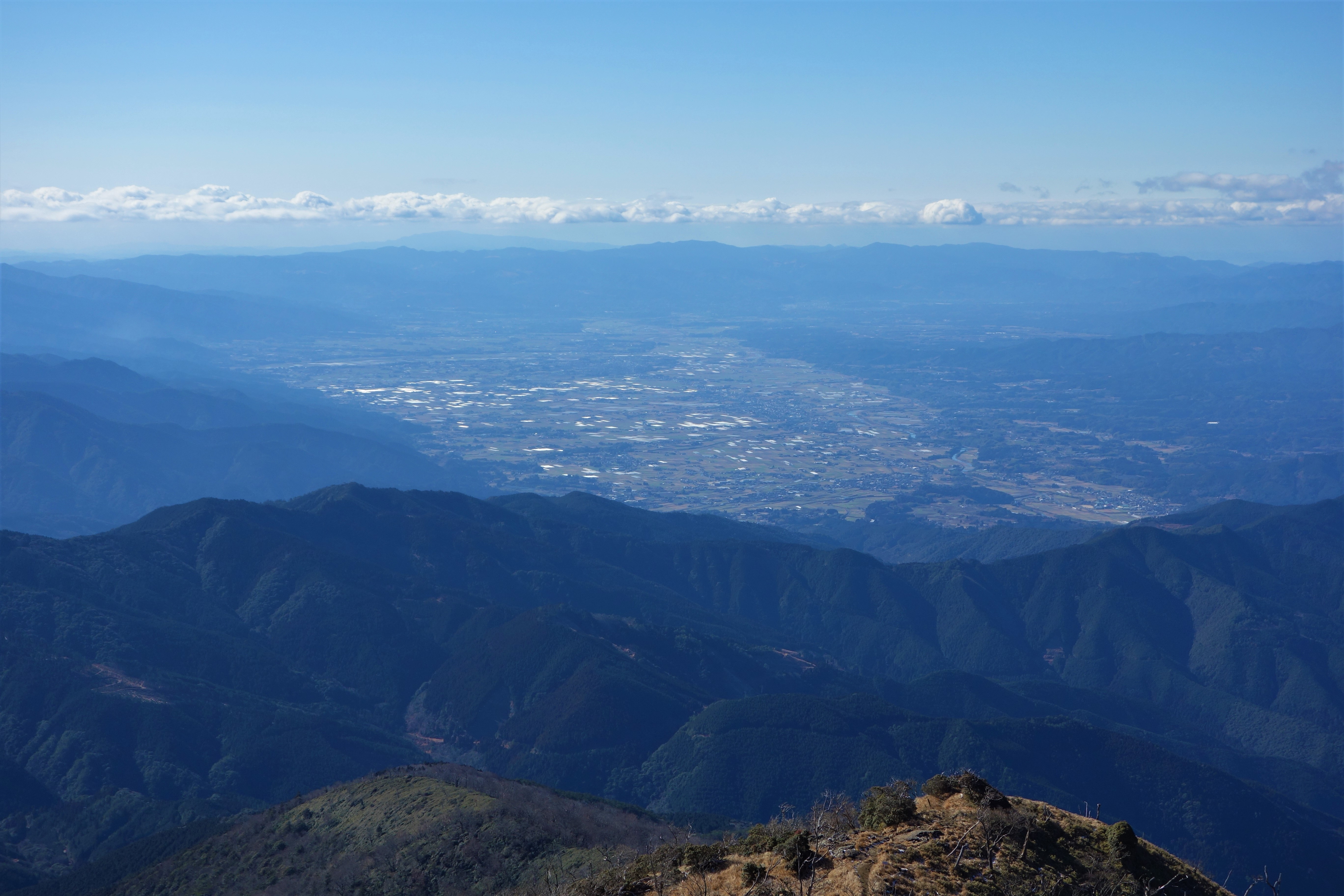
市房山からの人吉盆地

人吉盆地（ひとよしぼんち）は、熊本県南部において東西約30キロメートル、南北約15キロメートルの範囲に広がる盆地である。球磨盆地（くまぼんち）とも呼ばれる。北部は八代・球磨山地、東部は九州山地、南部および西部は肥薩火山群（国見山地）に囲まれている。東から西へ向けて球磨川が流れる。人吉市、球磨郡山江村、相良村、錦町、あさぎり町、多良木町、湯前町、水上村にまたがる。
四方を山々に囲まれ外界から閉ざされた人吉盆地は内陸型気候で昼夜の寒暖の差が激しく、そのため秋から春にかけて盆地全体がすっぽりと霧に覆われてしまうことが多い。年間100日以上も朝霧が発生し、発生頻度は日本で1、2位を争う。
良質な水に恵まれた米どころであり、日本の米焼酎の代表的生産地でもある。

## 地質
約200万年前から南九州が反時計回りに回転し九州の西側を分裂させる地殻変動が始まり、入り江あるいは低地が形成された。続いて肥薩火山群の活動によってこの低地地形の西側が塞がれ「古人吉湖」と呼ばれる湖となった。この湖は約100万年前までに消失し、その跡に残されたのが人吉盆地である。鬼界カルデラから阿多カルデラ、姶良カルデラを経て加久藤カルデラに続く火山性地溝帯の延長線上に位置するが、人吉盆地を起源とする火山活動の痕跡は確認されていない。盆地外を起源とする阿蘇火砕流、加久藤火砕流、入戸火砕流などの堆積物が地層として残されている。

## 都市圏
以下に、自治体、および都市圏構成を示す。一般的な都市圏の定義については都市圏を参照のこと。
都市雇用圏（10% 通勤圏）の変遷
- 10% 通勤圏に入っていない自治体は、各統計年の欄で灰色かつ「-」で示す。

| 自治体 ('80) | 1980年                | 1990年                | 2000年                | 2005年                | 2010年                | 2015年                | 自治体 （現在） |
| ------------ | --------------------- | --------------------- | --------------------- | --------------------- | --------------------- | --------------------- | --------------- |
| 五木村       | -                     | -                     | -                     | -                     | -                     | -                     | 五木村          |
| 湯前町       | -                     | -                     | -                     | 人吉 都市圏 9万9336人 | 人吉 都市圏 9万3522人 | 人吉 都市圏 8万7765人 | 湯前町          |
| 水上村       | -                     | -                     | -                     | 人吉 都市圏 9万9336人 | 人吉 都市圏 9万3522人 | 人吉 都市圏 8万7765人 | 水上村          |
| 多良木町     | -                     | -                     | -                     | 人吉 都市圏 9万9336人 | 人吉 都市圏 9万3522人 | 人吉 都市圏 8万7765人 | 多良木町        |
| 人吉市       | 人吉 都市圏 7万0102人 | 人吉 都市圏 6万8205人 | 人吉 都市圏 8万0411人 | 人吉 都市圏 9万9336人 | 人吉 都市圏 9万3522人 | 人吉 都市圏 8万7765人 | 人吉市          |
| 錦町         | 人吉 都市圏 7万0102人 | 人吉 都市圏 6万8205人 | 人吉 都市圏 8万0411人 | 人吉 都市圏 9万9336人 | 人吉 都市圏 9万3522人 | 人吉 都市圏 8万7765人 | 錦町            |
| 相良村       | 人吉 都市圏 7万0102人 | 人吉 都市圏 6万8205人 | 人吉 都市圏 8万0411人 | 人吉 都市圏 9万9336人 | 人吉 都市圏 9万3522人 | 人吉 都市圏 8万7765人 | 相良村          |
| 球磨村       | 人吉 都市圏 7万0102人 | 人吉 都市圏 6万8205人 | 人吉 都市圏 8万0411人 | 人吉 都市圏 9万9336人 | 人吉 都市圏 9万3522人 | 人吉 都市圏 8万7765人 | 球磨村          |
| 山江村       | -                     | -                     | 人吉 都市圏 8万0411人 | 人吉 都市圏 9万9336人 | 人吉 都市圏 9万3522人 | 人吉 都市圏 8万7765人 | 山江村          |
| 免田町       | -                     | -                     | 人吉 都市圏 8万0411人 | 人吉 都市圏 9万9336人 | 人吉 都市圏 9万3522人 | 人吉 都市圏 8万7765人 | あさぎり町      |
| 上村         | -                     | -                     | 人吉 都市圏 8万0411人 | 人吉 都市圏 9万9336人 | 人吉 都市圏 9万3522人 | 人吉 都市圏 8万7765人 | あさぎり町      |
| 須恵村       | -                     | -                     | 人吉 都市圏 8万0411人 | 人吉 都市圏 9万9336人 | 人吉 都市圏 9万3522人 | 人吉 都市圏 8万7765人 | あさぎり町      |
| 深田村       | -                     | -                     | 人吉 都市圏 8万0411人 | 人吉 都市圏 9万9336人 | 人吉 都市圏 9万3522人 | 人吉 都市圏 8万7765人 | あさぎり町      |
| 岡原村       | -                     | -                     | -                     | 人吉 都市圏 9万9336人 | 人吉 都市圏 9万3522人 | 人吉 都市圏 8万7765人 | あさぎり町      |

- 2003年4月1日 - 球磨郡上村、免田町、岡原村、須恵村、深田村が合併し、あさぎり町が発足。